# Gijsbrecht III van Amstel
Gijsbrecht III van Amstel (ca. 1200 - ca. 1252) was heer van Amstelland. Hij was een zoon van Gijsbrecht II van Amstel.

## Levensloop
Gijsbrecht III huwde omstreeks 1230 met Bertha (Beerta) van Oegstgeest of oostgeest, met wie hij enkele kinderen kreeg, onder wie opvolger Gijsbrecht IV van Amstel, Arnoud van Amstel, stichter van het geslacht IJsselstein (zie - Gijsbrecht van IJsselstein) en Willem van Amstel, proost van Sint Jan te Utrecht. Gijsbrecht III huwde een tweede keer met een dochter van Albert van Kuyck, mogelijk Aleidis geheten, omstreeks 1240.
Gijsbrecht maakte deel uit van het tienkoppige ministeriaal van de bisschop van Utrecht. Hij sloot zich in de politiek bij Holland aan, en komt ook later voor onder de ‘fideles et familiares’ van rooms-koning Willem II van Holland. Vermoedelijk is onder zijn bewind de dam in de Amstel gelegd, waaraan Amsterdam zijn naam ontleent. Op 6 mei 1235 sluit hij een verdrag met het kapittel van Sint Marie, over een grensscheiding over tiendengronden bij Cortenhoven met als zijn getuige Egidius van Mynden. Hij is in 1247 getuige bij een overhandiging van een aantal landerijen door graaf Willem II van Holland aan een familielid te Delft. Deze landerijen worden later onder begeleiding van Gijsbrecht aan de Duitse Orde verkocht. Eind 1251 komt hij samen met boeren uit de omgeving in opstand tegen Hendrik van Vianden, de bisschop van Utrecht. Deze liet daarop Gijsbrecht aan zijn benen achter een van zijn paarden binden op (16 juni 1252), en hem zo door Utrecht en omstreken slepen tot de dood erop volgde (dit volgens Th.A.A.M van Amstel).
Volgens (H. Brugmans en W.A. van Spaen) werd hij juist op 16 juni van dat jaar niet ver van Utrecht door de Stichtse troepen verslagen, en met zijn bondgenoot Herman V van Woerden gevankelijk, aan het paard van de bisschop gebonden, in Utrecht binnengebracht. Op aandrang van de roomse-koning, die dezelfde dag in de stad was aangekomen, werden de gevangenen in vrijheid gesteld en werd de vrede gesloten. Vermoedelijk is Gijsbrecht nog in hetzelfde jaar overleden. Volgens W.A. Spaen overleed Gijsbrecht III tussen 16 juli en 22 november 1252.